# Castell d'Alcoutim

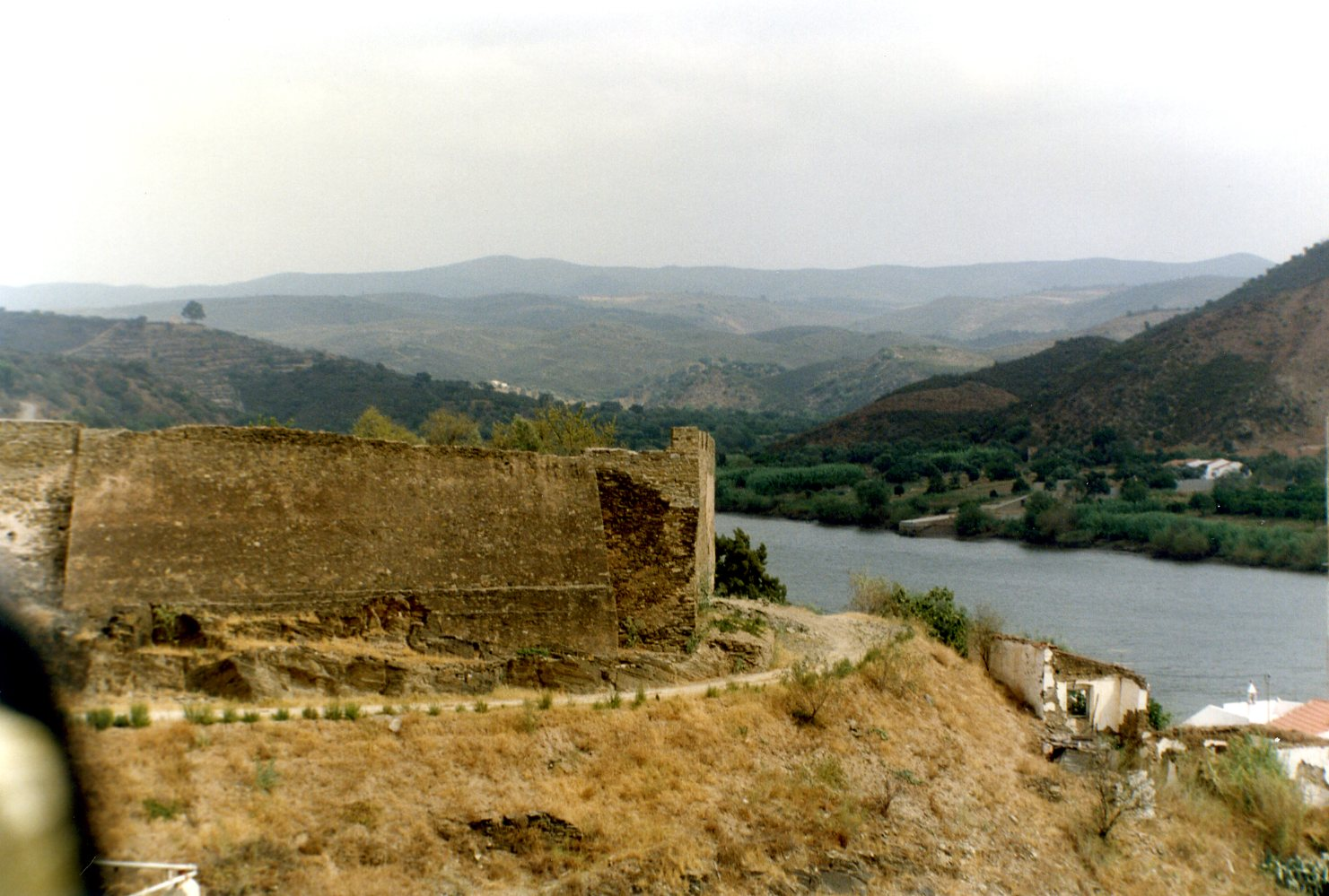
Castell d'Alcoutim: vista sobre el riu Guadiana

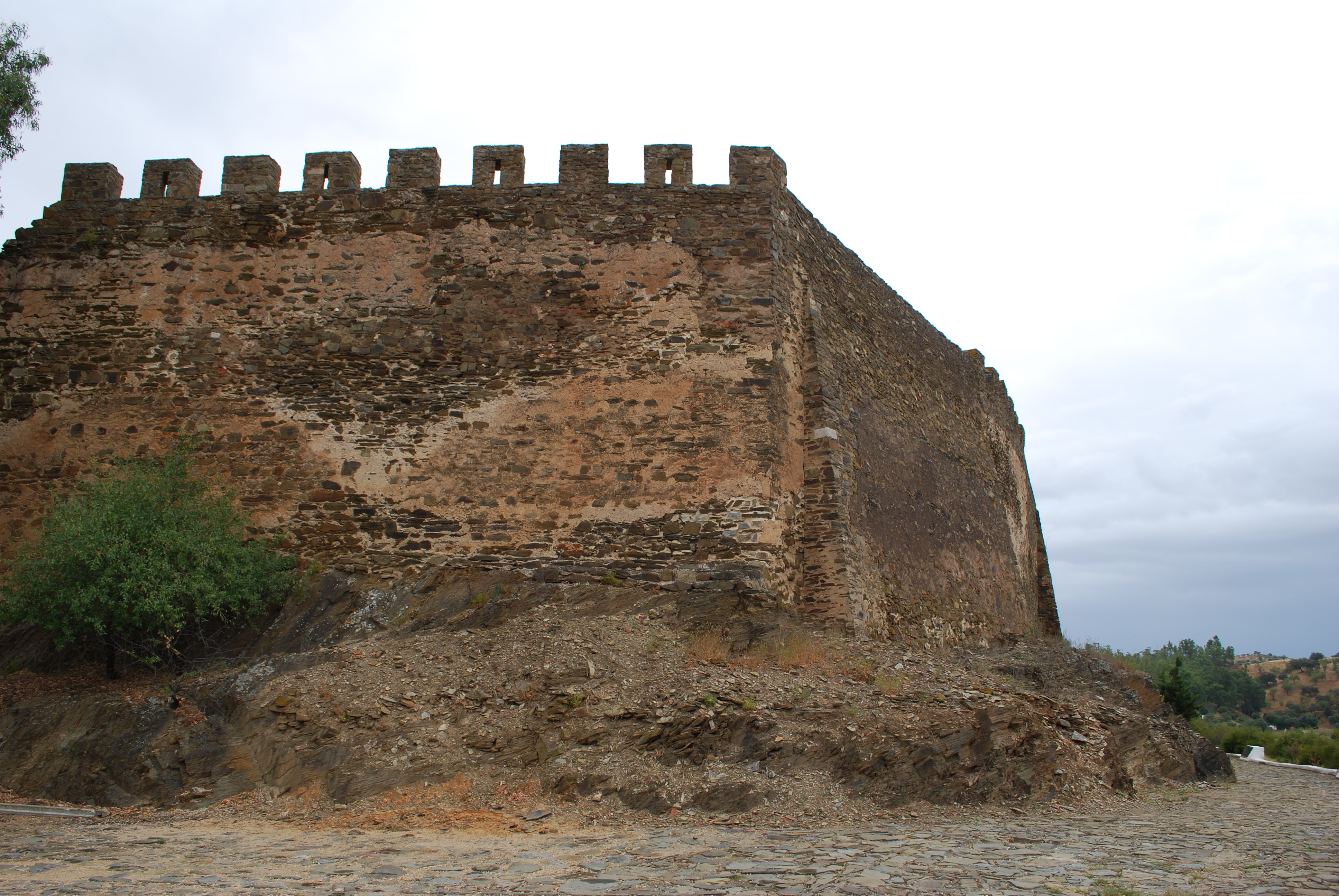
Castell d'Alcoutim: aspecte de les muralles

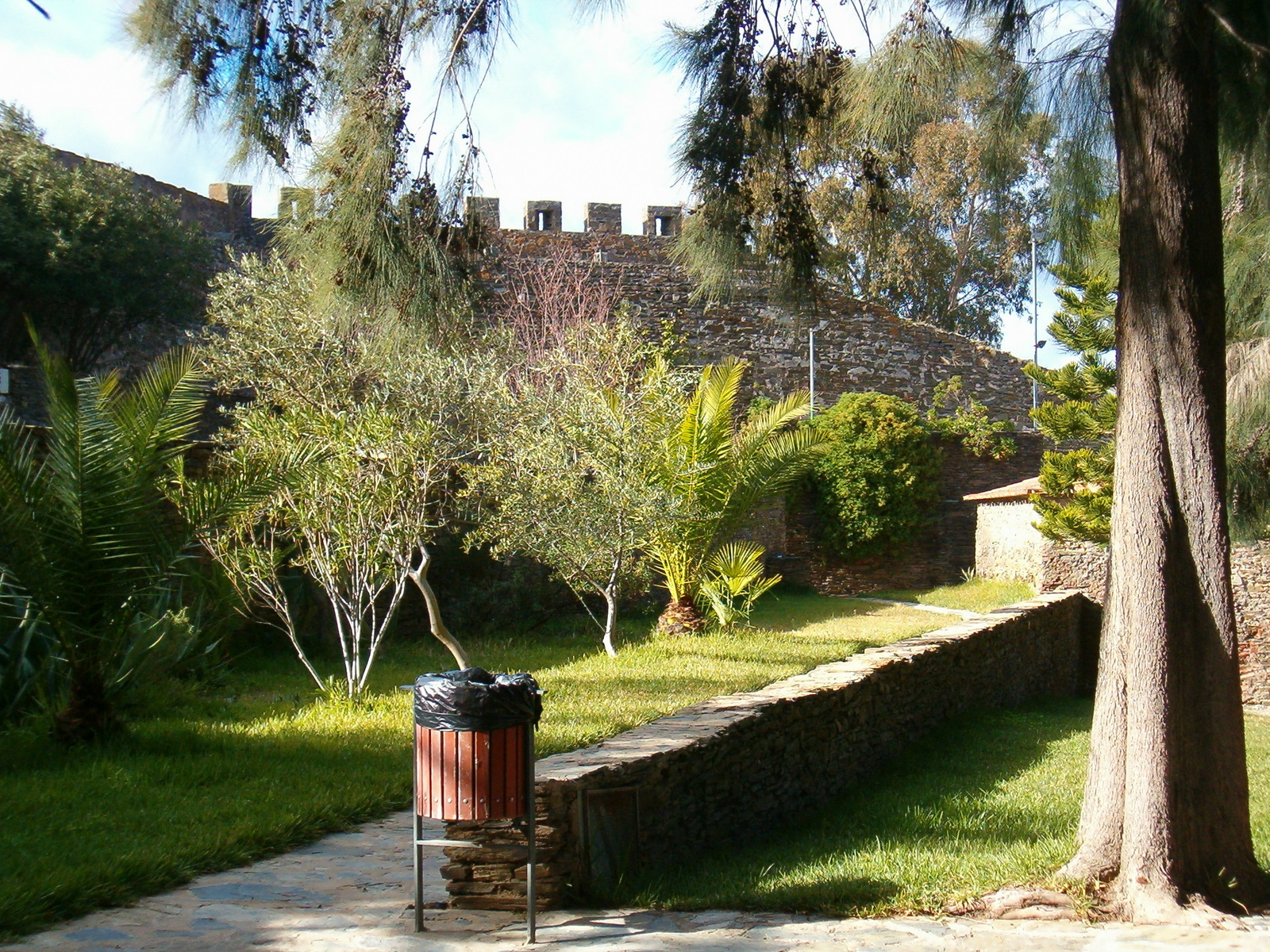
Castell d'Alcoutim

El Castell d'Alcoutim, també conegut com Castell Nou, a l'Algarve, es troba a la vila, freguesia i municipi d'Alcoutim, al districte de Faro, a Portugal.
En aquest punt de travessia de la línia de frontera, el monument s'alça en posició dominant sobre un turó, al sud de la població, al marge dret de la riba del riu Sâo Marcos, en la confluència amb el Guadiana. Al marge oposat, es pot veure el Castell de Sanlúcar de Guadiana, a l'estat espanyol.

## Història

### Antecedents
Les investigacions arqueològiques preliminars, efectuades dins el recinte del castell, indiquen que l'ocupació humana en remunta a la prehistòria, i s'hi han trobat vestigis de la posterior invasió romana de la península Ibèrica.
Durant el període musulmà, la defensa es concentrà no en aquest tram del Guadiana, sinó en un altre, a prop d'un quilòmetre al nord de l'actual poble, conegut com Castell Vell d'Alcoutim, abandonat entre els segles XI i XII.

### El castell medieval
A l'època de la conquesta cristiana, la zona fou conquerida per les forces de Sanç II de Portugal (1223-1248) al 1240. Per incrementar la població i defensa d'aquests dominis, el sobirà va privilegiar l'actual vila, i hi erigiu un nou castell, la construcció del qual es perllongà en la segona meitat del segle xiii.
Sota el regnat de Dionís I de Portugal (1279-1325), el poble rep la carta foral (1304). Data d'aquest període l'ampli cercle de muralles, en què s'obrin tres portes: la del Guadiana, la de Tavira i la de Mértola, disposades segons l'orientació geogràfica corresponent.
En les dependències d'aquest castell se signà el tractat d'Alcoutim (31 de març de 1371), entre els reis Ferran de Portugal (1367-1383) i Enric II de Castella, concloent així la Primera Guerra fernandina.
Sota el regnat de Manuel de Portugal (1495-1521), el castell va ser reconstruït i les seues probables característiques gòtiques es modernitzaren. Va ser retratat per Duarte de Armas en el seu Llibre de les fortaleses (c. 1509) amb planta quadrangular, sense torres dominants ni adossades als angles dels murs, ni a dins del recinte, amb una única porta, oberta al centre d'una façana. Les muralles són emmerletades i, a l'interior, hi havia alguns edificis de suport, els fonaments dels quals han eixit a la llum en les recerques arqueològiques. En fou castellà, durant 1496-1512, el marqués de Vila Real.

### La Guerra de la restauració de la independència
Una inscripció epigràfica sobre la porta de Tavira indica que, en el context de la Guerra de la Restauració de la independència portuguesa, el rei Alfons VI (1656-1667) en millorà les defenses, per adaptar-lo als moderns tirs d'artilleria. A més de la reforma parcial de les muralles, es va edificar una barbacana cap a la frontera espanyola de Sanlúcar de Guadiana, doncs la fortificació havia participat activament en les lluites.
Al segle xviii, una planta feta per l'enginyer militar José Sande de Vasconcelos revela l'avançat estat de ruïna del castell. Sense funció militar, fou abandonat, i posteriorment s'usaren les seues dependències com a carnisseria al 1878.

### Del segle XX als nostres dies
En la dècada del 1960, el monument fou restaurat per la Direcció General d'Edificis i Monuments Nacionals (DGEMN), quan s'obriren les muralles d'algunes edificacions adossades al llarg dels segles i se'n reconstruïren les línies dels merlets.
A partir del 1992, la Cambra Municipal inicià un projecte de revitalització del castell, i fou classificat com a Immoble d'Interés Públic per decret de 30 de Novembre de 1993, i se'n feren els primers sondatges arqueològics dins el recinte amb la construcció d'un nucli museològic del municipi, sota la responsabilitat de l'arquitecte Fernando Varanda.
El 2000 s'inaugurà en el centre del Castell d'Alcoutim un museu que retrata l'herència arqueològica del castell i de la rodalia: peces datades des del Neolític fins al període modern. També dins el castell, però en un espai separat del museu principal, hi ha una exposició permanent sobre jocs de tauler islàmics del període andalusí.

## Característiques
El castell presenta una planta rectangular, d'uns 50 m de llarg per 40 d'amplària, en aparell de pedra irregular. Les investigacions realitzades fins al moment no han determinat l'evolució històrica del traçat arquitectònic. A hores d'ara, només dues portes en arc ogival, una de les quals reoberta recentment, evoquen la fase gòtica del monument.
Segons la planta vuitcentista del general José Sande de Vasconcelos, el castell presentava doble cercle de muralles: la interior, de planta poligonal, reforçada per una torre de planta circular en un dels angles, i l'exterior, que defensava el castell de les aigües del Guadiana, a l'est.